# Sofyan Amrabat
Sofyan Amrabat (arab. ‏سفيان أمرابط‎; ur. 21 sierpnia 1996 w Huizen, Holandia) – marokańsko-holenderski piłkarz, występujący na pozycji pomocnika w tureckim klubie Fenerbahçe SK, do którego jest wypożyczony z ACF Fiorentina oraz w reprezentacji Maroka. Uczestnik Mistrzostw Świata 2018, 2022 i Pucharu Narodów Afryki 2021, 2024.

## Życiorys

### Kariera klubowa
W czasach juniorskich trenował w HSV De Zuidvogels i FC Utrecht. W 2014 roku dołączył do kadry pierwszego zespołu tego ostatniego. W Eredivisie zadebiutował 2 listopada 2014 w wygranym 3:1 meczu z Vitesse. Na boisko wszedł w 83. minucie, zmieniając Kristoffera Petersona.
30 czerwca 2017 został piłkarzem Feyenoordu, podpisując z nim czteroletni kontrakt. Kwota transferu wyniosła około 4 miliony euro. W nowym klubie zadebiutował 5 sierpnia 2017 w meczu zremisowanym 1:1 spotkaniu z Vitesse. 24 sierpnia 2018 odszedł za 2 miliony euro do belgijskiego Clubu Brugge.
1 września 2023 roku został wypożyczony do Manchesteru United. W nowym klubie zadebiutował 23 września 2023 roku w wygranym 0:1 meczu przeciwko Burnley, zmieniając w 89 minucie spotkania Jonny'ego Evansa.

### Kariera reprezentacyjna
Ze względu na podwójne obywatelstwo mógł reprezentować zarówno Holandię, jak i Maroko. W 2010 roku wystąpił w czterech spotkaniach reprezentacji Holandii do lat 15. W 2013 roku postanowił jednak zmienić barwy narodowe.
W tym samym roku został powołany do reprezentacji Maroka na rozgrywane w Zjednoczonych Emiratach Arabskich Mistrzostwa Świata do lat 17.
W seniorskiej reprezentacji Maroka zadebiutował 28 marca 2017 w meczu przeciwko Tunezji. Grał w nim przez pełne 90 minut.

## Statystyki

### Klubowe
(aktualne na 25 maja 2024)
| Klub                     | Sezon              | Liga               | Liga | Liga | Puchar kraju | Puchar kraju | Puchar ligi | Puchar ligi | Europa | Europa | Inne | Inne | Suma | Suma |
| Klub                     | Sezon              | Liga               | M    | B    | M            | B            | M           | B           | M      | B      | M    | B    | M    | B    |
| ------------------------ | ------------------ | ------------------ | ---- | ---- | ------------ | ------------ | ----------- | ----------- | ------ | ------ | ---- | ---- | ---- | ---- |
| FC Utrecht               | 2014/15            | Eredivisie         | 4    | 0    | 0            | 0            | –           | –           | –      | –      | –    | –    | 4    | 0    |
| FC Utrecht               | 2015/16            | Eredivisie         | 7    | 0    | 1            | 0            | –           | –           | –      | –      | 4    | 0    | 12   | 0    |
| FC Utrecht               | 2016/17            | Eredivisie         | 31   | 0    | 4            | 0            | –           | –           | –      | –      | 3    | 1    | 38   | 1    |
| Feyenoord                | 2017/18            | Eredivisie         | 21   | 1    | 3            | 0            | –           | –           | 6      | 1      | 1    | 0    | 31   | 2    |
| Feyenoord                | 2018/19            | Eredivisie         | 0    | 0    | 0            | 0            | –           | –           | 1      | 0      | 1    | 0    | 2    | 0    |
| Club Brugge              | 2018/19            | Eerste klasse A    | 24   | 1    | 1            | 0            | –           | –           | 4      | 0      | –    | –    | 29   | 1    |
| Club Brugge              | 2019/20            | Eerste klasse A    | 1    | 0    | 0            | 0            | –           | –           | 0      | 0      | –    | –    | 1    | 0    |
| Hellas Verona (wyp.)     | 2019/20            | Serie A            | 34   | 1    | 0            | 0            | –           | –           | –      | –      | –    | –    | 34   | 1    |
| ACF Fiorentina           | 2020/21            | Serie A            | 31   | 0    | 2            | 0            | –           | –           | –      | –      | –    | –    | 33   | 0    |
| ACF Fiorentina           | 2021/22            | Serie A            | 23   | 1    | 2            | 0            | –           | –           | –      | –      | –    | –    | 25   | 1    |
| ACF Fiorentina           | 2022/23            | Serie A            | 29   | 0    | 5            | 0            | –           | –           | 15     | 0      | –    | –    | 49   | 0    |
| ACF Fiorentina           | 2024/25            | Serie A            | 2    | 0    | 0            | 0            | –           | –           | 2      | 0      | –    | –    | 4    | 0    |
| Manchester United (wyp.) | 2023/24            | Premier League     | 21   | 0    | 2            | 0            | 2           | 0           | 5      | 0      | –    | –    | 30   | 0    |
| Fenerbahçe SK (wyp.)     | 2024/25            | Süper Lig          | 26   | 2    | 3            | 0            | –           | –           | 10     | 0      | –    | –    | 39   | 2    |
| Ogólnie w karierze       | Ogólnie w karierze | Ogólnie w karierze | 254  | 6    | 23           | 0            | 2           | 0           | 41     | 1      | 9    | 1    | 329  | 8    |

## Życie prywatne
Jego starszy brat Nordin również jest piłkarzem.

## Sukcesy
Feyenoord
- Puchar Holandii: 2017/2018
- Superpuchar Holandii: 2017, 2018

Club Brugge
- Eerste klasse A: 2019/2020

Manchester United
- Puchar Anglii: 2023/2024